# Чернявский, Андрей Владимирович
Андре́й Влади́мирович Черня́вский (род. 25 июня 1970) — советский и российский легкоатлет, специалист по многоборьям. Наивысших успехов добился в конце 1980-х — начале 1990-х годов, обладатель бронзовой медали Спартакиады народов СССР, чемпион России в семиборье, многократный призёр первенств всесоюзного и всероссийского значения. Представлял Новосибирск, спортивное общество «Локомотив» и Советскую Армию.

## Биография
Андрей Чернявский родился 25 июня 1970 года. Занимался лёгкой атлетикой в Новосибирске, выступал за добровольное спортивное общество «Локомотив» и Советскую Армию.
Вошёл в число сильнейших десятиборцев Советского Союза в 1987 году, набрав в сумме 7233 очка.
В 1990 году на соревнованиях в Сочи занял в десятиборье 13-е место.
В 1991 году на чемпионате страны в рамках X летней Спартакиады народов СССР в Киеве завоевал бронзовую награду в зачёте десятиборья.
В 1992 году в семиборье одержал победу на зимнем чемпионате России в Волгограде, в десятиборье стал серебряным призёром на чемпионате России по многоборьям в Иркутске, уступив только Валерию Белоусову из Ставропольского края.
В 1993 году в десятиборье выиграл бронзовую медаль на соревнованиях в Краснодаре и серебряную медаль на чемпионате России в Москве. Принимал участие в Первой лиге Кубка Европы по легкоатлетическим многоборьям в Вальядолиде, где с официально признанным IAAF личным рекордом в 6980 очков занял итоговое 19-е место.
В 1994 году в десятиборье получил серебро на турнире в Краснодаре.